# Sermages
Sermages és un municipi francès, situat al departament del Nièvre i a la regió de Borgonya - Franc Comtat. L'any 2007 tenia 223 habitants.

## Demografia

### Població
El 2007 la població de fet de Sermages era de 223 persones. Hi havia 108 famílies, de les quals 40 eren unipersonals (12 homes vivint sols i 28 dones vivint soles), 44 parelles sense fills, 20 parelles amb fills i 4 famílies monoparentals amb fills.
La població ha evolucionat segons el següent gràfic:
Habitants censats

### Habitatges
El 2007 hi havia 189 habitatges, 109 eren l'habitatge principal de la família, 67 eren segones residències i 13 estaven desocupats. 185 eren cases i 4 eren apartaments. Dels 109 habitatges principals, 87 estaven ocupats pels seus propietaris, 19 estaven llogats i ocupats pels llogaters i 3 estaven cedits a títol gratuït; 3 tenien dues cambres, 41 en tenien tres, 32 en tenien quatre i 34 en tenien cinc o més. 75 habitatges disposaven pel capbaix d'una plaça de pàrquing. A 71 habitatges hi havia un automòbil i a 28 n'hi havia dos o més.

### Piràmide de població
La piràmide de població per edats i sexe el 2009 era:
| Homes | Edats   | Dones |
| ----- | ------- | ----- |
| 0     | 95 o +  | 0     |
| 0     | 90 a 94 | 4     |
| 0     | 85 a 89 | 8     |
| 4     | 80 a 84 | 0     |
| 16    | 75 a 79 | 12    |
| 4     | 70 a 74 | 8     |
| 0     | 65 a 69 | 4     |
| 8     | 60 a 64 | 8     |
| 8     | 55 a 59 | 8     |
| 4     | 50 a 54 | 4     |
| 16    | 45 a 49 | 12    |
| 4     | 40 a 44 | 4     |
| 0     | 35 a 39 | 8     |
| 12    | 30 a 34 | 8     |
| 8     | 25 a 29 | 8     |
| 4     | 20 a 24 | 0     |
| 12    | 15 a 19 | 8     |
| 8     | 10 a 14 | 4     |
| 8     | 5 a 9   | 0     |
| 4     | 0 a 4   | 4     |

## Economia
El 2007 la població en edat de treballar era de 123 persones, 85 eren actives i 38 eren inactives. De les 85 persones actives 81 estaven ocupades (43 homes i 38 dones) i 4 estaven aturades (3 homes i 1 dona). De les 38 persones inactives 19 estaven jubilades, 12 estaven estudiant i 7 estaven classificades com a «altres inactius».

### Ingressos
El 2009 a Sermages hi havia 102 unitats fiscals que integraven 209,5 persones, la mediana anual d'ingressos fiscals per persona era de 14.927 €.

### Activitats econòmiques
Dels 4 establiments que hi havia el 2007, 1 era d'una empresa extractiva, 1 d'una empresa de construcció i 2 d'empreses de serveis.
L'únic servei als particulars que hi havia el 2009 era un guixaire pintor.
L'any 2000 a Sermages hi havia 16 explotacions agrícoles.

## Poblacions més properes
El següent diagrama mostra les poblacions més properes.